# Sawai Ken’ichi
Sawai Ken’ichi (jap. 澤井 健一; * 1903 in der Präfektur Fukuoka, Japan; † 1988) war ein japanischer Kampfkunstexperte, Schüler von Wang Xiangzhai und Begründer des Taiki-Ken. Er besaß den 5. Dan Judo und den 4. Dan in Kendō und Iaidō.
Zu Sawais bekannten Schülern zählten Richard Kim (Gründer des Shorinji ryu) und Ōyama Masutatsu (Gründer des Kyokushinkai Karate).

## Video
- Video auf YouTube (Länge 0:14 min.)
- Video auf YouTube (Länge 6:03 min.)